# Stephen Tobolowsky
Stephen Harold Tobolowsky (ur. 30 maja 1951 w Dallas) – amerykański aktor filmowy i teatralny żydowskiego pochodzenia. Wystąpił w ponad 200 filmach.
Autor trzech książek: The Dangerous Animals Club, Cautionary Tales oraz My Adventures With God (2017).

## Filmografia

### aktor
Filmy
- 1984: Eksperyment Filadelfia jako Barney
- 1987: Kosmiczne jaja jako kapitan straży
- 1988: Missisipi w ogniu jako Clayton Townley
- 1988: Two Idiots in Hollywood jako prokurator
- 1990: Ptaszek na uwięzi jako Joe Weyburn
- 1991: Thelma i Louise jako Max
- 1992: Nagi instynkt jako dr Lamott
- 1992: Sublokatorka jako Mitchell Myerson
- 1993: Dzień świstaka jako Ned Ryerson
- 1994: Tata i małolata jako Mike
- 1995: Doktor Jekyll i panna Hyde jako Oliver Mintz
- 1995: Morderstwo pierwszego stopnia jako pan Henkin
- 1996: Nieuchwytny jako Christopher Maynard
- 1998: Czarny pies jako agent ATF McClaren
- 1999: Informator jako Eric Kluster
- 2002: Country Miśki jako Norbert Barrington
- 2003: Parasol bezpieczeństwa jako Billy Narthax
- 2016: The Confirmation jako ojciec Lyons
- 2019: Trauma (Fractured) jako doktor Berthram

Seriale
- 1991: Kroniki Seinfelda jako Tor (sezon 2, odc. 8)
- 1994: Blue Skies jako Oak
- 1995: Szpital Dobrej Nadziei jako dr Ted Joseph (dwa odcinki)
- 1996–1997: Pan Rhodes (Mr. Rhodes) jako Tay Heary
- 2003: Las Vegas jako Donny Rollins (sezon 1, odc. 3)
- 2017–2020: One Day at a Time jako dr Leslie Berkowitz
- 2022: Grace i Frankie jako Allen (sezon 7, odc. 11)

### reżyser
- 1988: Two Idiots in Hollywood

### scenarzysta
- 1988: Two Idiots in Hollywood